# Emilie Woldvik
Emilie Woldvik (8 januari 1999) is een voetbalspeelster uit Noorwegen. Ze speelt als verdediger voor ACF Fiorentina in de Serie A.

## Clubcarrière
Woldvik begon haar carrière bij Kløfta. Hier speelde ze drie seizoenen alvorens ze de overstap maakte naar LSK Kvinner in 2015.  
Na twee jaar in de jeugd te hebben gespeeld, werd Woldvik in 2017 overgeheveld naar het eerste elftal van LSK Kvinner. Woldvik maakte haar debuut voor de club op 17 april 2017 door in de 47ste minuut in te vallen in het Toppserien duel tegen Klepp IL. Op 9 september 2017 maakte ze haar eerste doelpunt in een 6-1 overwinning op Røa IL. In haar eerste seizoen kwam Woldvik tot 8 wedstrijden en werd ze landskampioen met LSK Kvinner. Het seizoen daaropvolgend kwam ze tot 15 wedstrijden en werd ze opnieuw landskampioen. Ook won LSK Kvinner de Noorse beker en maakte Woldvik haar debuut in de UEFA Women's Champions League kwalificatiewedstrijd tegen Zvezda 2005 Perm.
In 2019 bleef Woldvik een vaste basisplaats voor LSK Kvinner en kwam ze in 19 wedstrijden in actie. Mede door een doelpunt van Woldvik dat de gelijkmaker betekende in een wedstrijd tegen Kolbotn IL, won LSK Kvinner opnieuw de titel. Woldvik werd persoonlijk beloond door een plek in het elftal van het seizoen te krijgen.
In 2020 moest LSK Kvinner, ondanks een sterk seizoen van Woldvik, voor het eerst in jaren de titel aan Valerenga IF laten. LSK Kvinner eindigde op een teleurstellende vijfde plek. Ook de Noorse bekerfinale ging verloren tegen de concurrent uit Oslo.
In 2022 werd Woldvik, na het vertrek van Emilie Haavi, benoemd tot de nieuwe aanvoerder van LSK Kvinner. Na het seizoen 2024 liet Woldvik LSK Kvinner achter zich en maakte ze de overstap naar het Zweedse FC Rosengård. In Zweedse dienst kwam Woldvik tot 12 optredens waarin ze driemaal tot scoren kwam.
Op 2 augustus 2025 maakte Woldvik de overstap naar het Italiaanse ACF Fiorentina.

## Statistieken
| Seizoen | Club           | Land      | Competitie     | Wedstrijden | Doelpunten |
| ------- | -------------- | --------- | -------------- | ----------- | ---------- |
| 2017    | LSK Kvinner    | Noorwegen | Toppserien     | 8           | 1          |
| 2018    | LSK Kvinner    | Noorwegen | Toppserien     | 15          | 0          |
| 2019    | LSK Kvinner    | Noorwegen | Toppserien     | 19          | 1          |
| 2020    | LSK Kvinner    | Noorwegen | Toppserien     | 18          | 1          |
| 2021    | LSK Kvinner    | Noorwegen | Toppserien     | 18          | 1          |
| 2022    | LSK Kvinner    | Noorwegen | Toppserien     | 18          | 1          |
| 2023    | LSK Kvinner    | Noorwegen | Toppserien     | 27          | 4          |
| 2024    | LSK Kvinner    | Noorwegen | Toppserien     | 27          | 4          |
| 2025    | FC Rosengård   | Zweden    | Damallsvenskan | 12          | 3          |
| 2025/26 | ACF Fiorentina | Italië    | Serie A        | 0           | 0          |
| Totaal  | Totaal         | Totaal    | Totaal         | 162         | 16         |

Laatste update: 2 augustus 2025

## Interlandcarrière
Woldvik werd voor het eerst opgeroepen voor het Noorse nationale team in februari 2020 in de selectie voor de Algarve Cup. Ze maakte haar debuut op 7 maart 2020 in een wedstrijd tegen Duitsland. Woldvik mocht in de 74ste minuut invallen voor Ingrid Moe Wold.